# Pik SNK Kirgisii
Der Pik SNK Kirgisii (russisch Пик СНК Киргизии; „Gipfel des Rates der Volkskommissare Kirgisistans“) ist ein Berg im Tian Shan im Oblus Yssyk-Köl im Osten von Kirgisistan.
Der 4946,9 m hohe vergletscherte Berg bildet die höchste Erhebung im westlichen Teil des Ak-Schyirak-Gebirges. Seine Ostflanke wird vom Nördlichen Karasaigletscher entwässert. 4,4 km nördlich befindet sich die Kumtor-Goldmine.
Der Berg wurde im Jahr 1932 von der Naryn-Khan Tengri-Expedition von Stanislaw Kalesnik erkundet. Der Berg erhielt die russische Bezeichnung „Пик СНК Киргизии“. Eine Bergsteigergruppe unter der Führung von August Andrejewitsch Letawet bestieg im selben Jahr den Gipfel.

## Karten
- russ. Karte K-44-73, 1:100.000